# Kationischer Bedarf

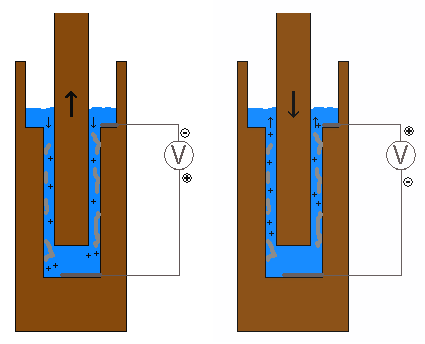
Schema eines PCDs

Der kationische Bedarf ist eine Messgröße zur Charakterisierung von Suspensionen und Lösungen.
Er wird durch eine Polyelektrolyttitration bestimmt, die v. a. in der Papierindustrie zur Routineuntersuchung der Zellstoff- bzw. Ganzstoffsuspension verwendet wird.
Der kationische Bedarf einer Suspension ist die Menge an Ladungsäquivalenten, die man benötigt, um die in ihr vorliegenden Ladungen der dispergierten / gelösten Partikel zu neutralisieren. Dieses wird in einer Titration mit einem hochkationisch bzw. hochanionschem Polymer kurzer Kettenlänge als Titrand bestimmt, von dem die Ladungsäquivalentenkonzentration bekannt ist.
Als solche Titranden werden bei anionischen Vorlagen meistens ein PolyDADMAC verwendet, bei kationischen ein Kaliumpolyvinylsulfat.
Der Endpunkt der Titration wird mit einem Particle Charge Detector (PCD) bestimmt. Die feinen Partikel in der Suspension adsorbieren an die Teflonoberfläche des PCD-Messzylinders. Durch das Heben und Senken des Kolbens entsteht ständig ein Flüssigkeitssog, der ein Strömungspotential verursacht, das durch Kontakte im Messzylinder als Wechselspannung abgegriffen wird. Der Endpunkt der Titration ist erreicht, wenn die Spannung U = 0 ist. Das Ergebnis wird angegeben in Microäquivaltente je Milliliter Suspensionsvorlage (µeq /ml).